# Johannes Reuchlin

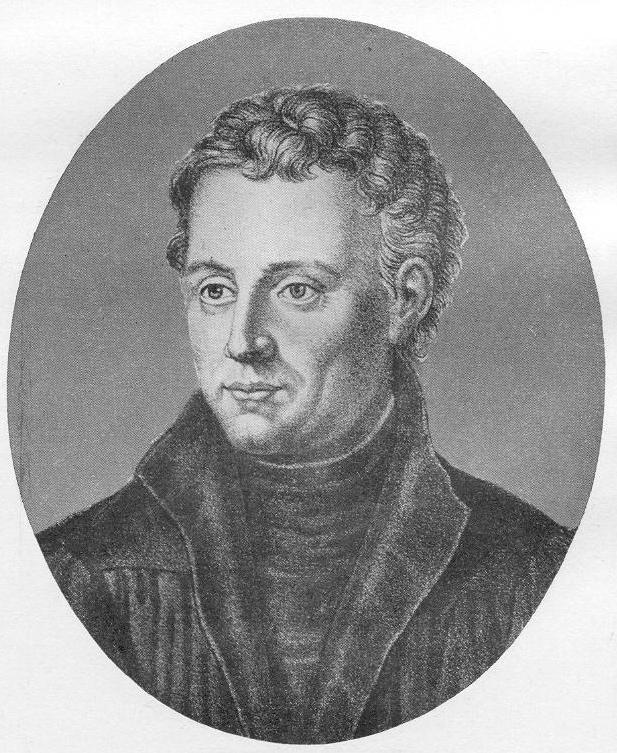
Johannes Reuchlin

Johannes Reuchlin (Pforzheim, 29 januari 1455 – Stuttgart, 30 juni 1522) was een Duitse filosoof en humanist. 
Zijn werk de Rudimenta linguae hebraicae uit 1506 vestigde definitief de aandacht op het belang van de studie van het Hebreeuws in het westen. Reuchlin was lid van de door Conrad Celtis opgerichte Rijnse Literaire Sociëteit.

## Werken
- De Verbo Mirifico 1494
- Satire Sergius 1496/97
- Scaenica Progymnasmata (Henno) 1496/97
- Augenspiegel 1511
- De Arte Cabalistica 1517